# 香港特別行政區籌備委員會
香港特別行政區籌備委員會（簡稱香港特區籌委會或籌委會）是全國人民代表大會下設的工作委員會，根據1990年4月4日第七屆全國人大第三次會議《全國人民代表大會關於香港特別行政區第一屆政府和立法會產生辦法的決定》，於1996年1月26日成立，共有 150名委員，94 位來自香港，56 位來自中國大陸。
1995年12月28日第八屆全國人大常委會第十七次會議通過香港特區籌委會組成人員名單。1996年1月26日在北京舉行第一次全體會議，1997年7月11日結束工作，其間共召開了10次全體會議。
籌委會負責籌備成立香港特別行政區的有關事宜，主要包括訂定香港特別行政區第一屆政府和立法會的產生辦法、籌組由 400人組成的香港特別行政區第一屆政府推選委員會，由推選委員會選出香港特別行政區第一任行政長官。

## 組織及成員
香港特區籌委會共有150名委員，由全國人大常委會任命香港和中國內地人士組成，其中香港委員94名，內地委員56名。籌委會轄下設有秘書處及7個工作小組，分別處理：推選委員會、第一任行政長官、臨時立法會、法律、經濟、慶祝活動及第一屆立法會的事宜。
主任委員
钱其琛
副主任委員
王汉斌　安子介　霍英東　鲁　平　周　南　王英凡　李福善　董建華　梁振英
委員（按姓名筆劃排列）
黃保欣　林百欣　丁人林　王凤超　王漢斌　王启人　王英凡　王英偉　王叔文　王桂生　王雪冰　王敏剛　韋基舜　乌兰木伦　方　苞　方黃吉雯（女）　計佑銘　甘子玉　厉有为　葉國華　田期玉　鄺廣傑　馮國綸　馮檢基　成绶三　朱幼麟　乔晓阳　鄔維庸　劉漢銓　劉兆佳　刘延东（女）　劉皇發　刘积斌　刘　镇　安子介　许和震　许崇德　孙南生　李東海　李偉庭　李兆基　李　冰　李連生　李啟明　李君夏　李国华（女）　李國寶　李國章　李澤添　李祖澤　李家祥　李儲文　李鵬飛　李福善　李嘉誠　楊孫西　楊孝華　肖蔚云　吳光正　吴建璠　吳家瑋　吳康民　吳清輝　何志平　余國春　鄒燦基　汪明荃（女）　張永珍（女）　张伟超　张宏喜　张良栋　張家敏　陸達權　陳乃強　陈广文　陈　元　陳日新　陳永棋　陳有慶　陈　伟　陈佐洱　陈顺恒　陈滋英　邵天任　邵友保　邵逸夫　邵善波　范徐麗泰（女）　林貝聿嘉（女）　羅叔清　羅康瑞　羅德丞　周永新　周　南　郑　义　鄭明訓　鄭維健　鄭裕彤　鄭耀宗　鄭耀棠　经叔平　项淳一　赵秉欣　赵稷华　胡法光　胡經昌　胡鴻烈　柯在铄　查良鏞　查濟民　鍾士元　俞晓松　费宗祎　秦文俊　袁　武　賈施雅　倪少傑　徐四民　徐　泽　徐是雄　徐展堂　翁心桥　高尚全　郭丰民　郭炳湘　郭鶴年　唐树备　唐翔千　黃宜弘　黃景強　黃滌岩　梁欽榮　梁振英　梁錦松　隗福临　董建華　釋覺光　鲁　平　曾憲梓　曾鈺成　謝中民　謝志偉　簡福飴　廖正亮　譚惠珠（女）　譚耀宗　潘宗光　薛鳳旋　霍英東
秘書長
鲁　平
副秘書長
秦文俊　陈滋英　邵善波

### 引用
1. ↑  籌備委員會 （页面存档备份，存于），香港年報1997 - 邁進新紀元。